# Birger Brosa
Birger Brosa (vecchio norreno: Birgir Brósa; ... – 9 gennaio 1202) è stato un militare svedese, jarl tra il 1174-1202.

## Biografia
Nacque da Bengt Snivil e appartenette al potente casato di Folkung. Venne nominato al titolo di jarl sotto il regno di Canuto I di Svezia e mantenne il suo ruolo fino alla sua morte nel 1202.
Prima del 1170, sposò Brigida Haraldsdotter, figlia del re Harald IV di Norvegia.
Birger mantenne la pace in Svezia, mentre la guerra civile infuriava in Danimarca e in Norvegia. Molti pretendenti trovarono rifugio presso la sua corte. Tra di loro c'erano i capi Birkebeiner Eystein Meyla e Sverre Sigurdsson. Il figlio Filippo morì al servizio di Sverre nel 1200. Birger fu proprietario di terreni in Östergötland, Närke, Värmland e Södermanland. Appena passò a miglior vita, il suo dominio esplose in una guerra civile.